# Opus One

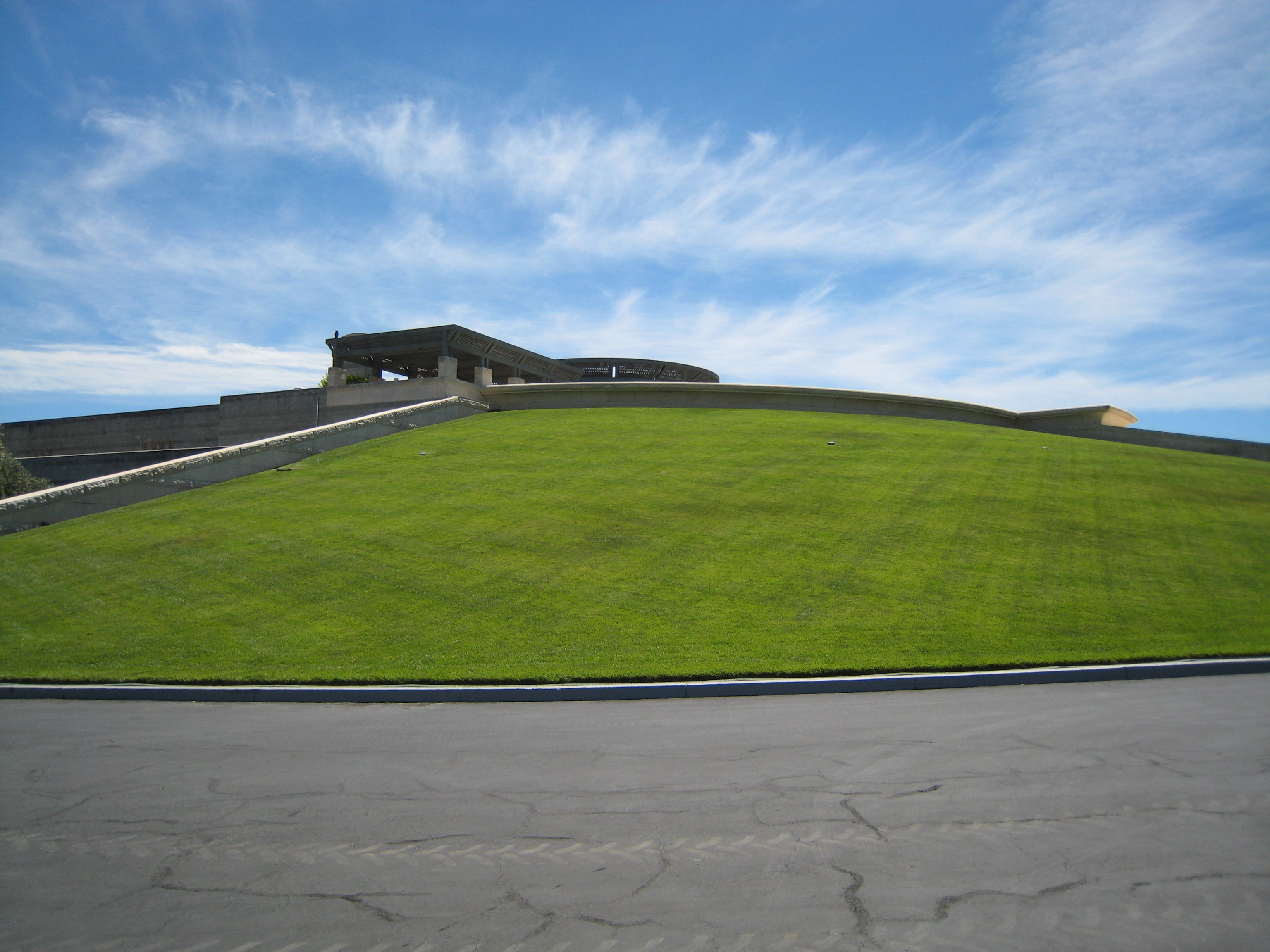
Opus One Winery i Oakville, Napa Valley.

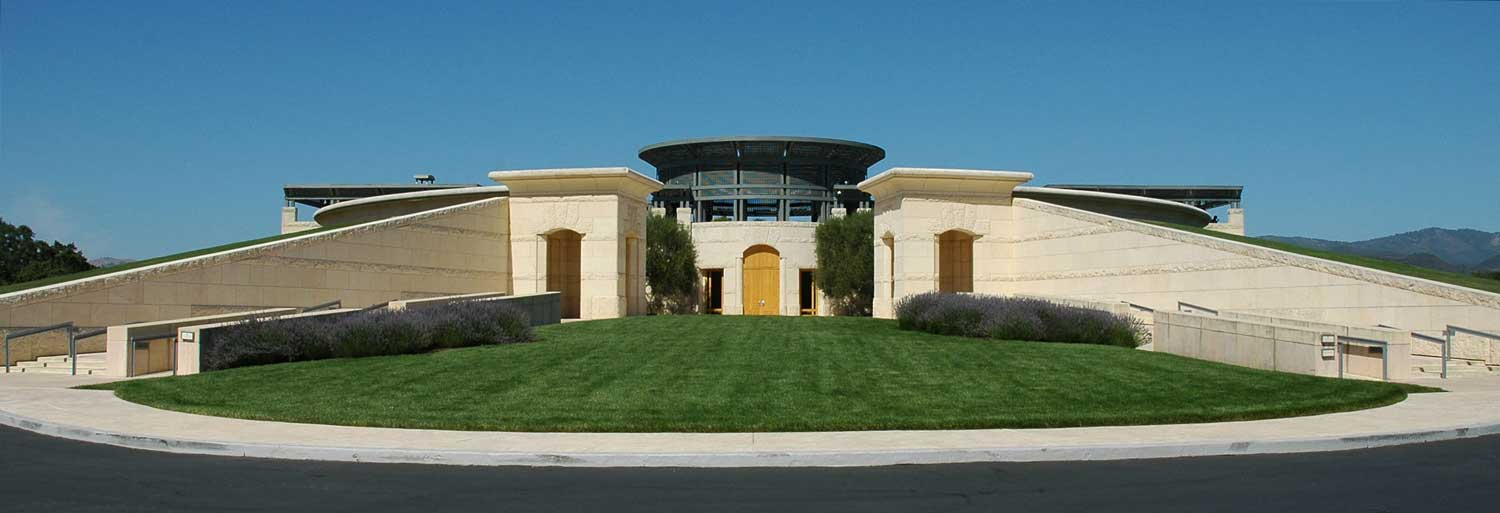
Ingången till Opus One i Oakville, Napa Valley.

Opus One är en vingård i Oakville i Napa Valley i USA. Vingården grundades i början av 1970-talet som ett samriskföretag mellan Robert Mondavi (ägare och grundare till Robert Mondavi Winery) och baron Philippe de Rothschild, ägare till Château Mouton-Rothschild, ett av de mest prestigefulla slotten i Bordeaux. Det första vinet från gården skapades 1979.
Robert Mondavi Winery ägs idag av Constellation Brands som även tagit över ägarandelen i Opus One.